# Кнор

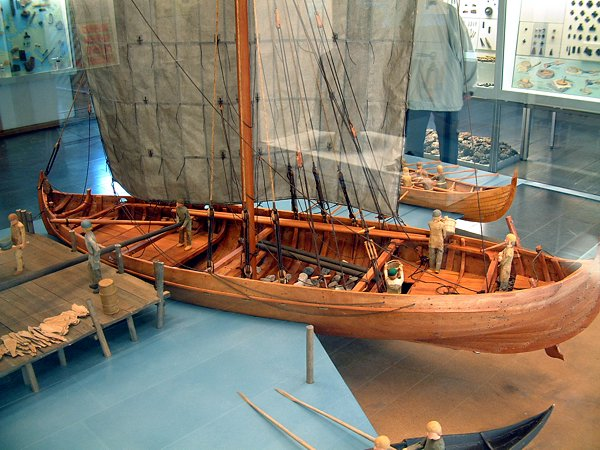
Модель кнора

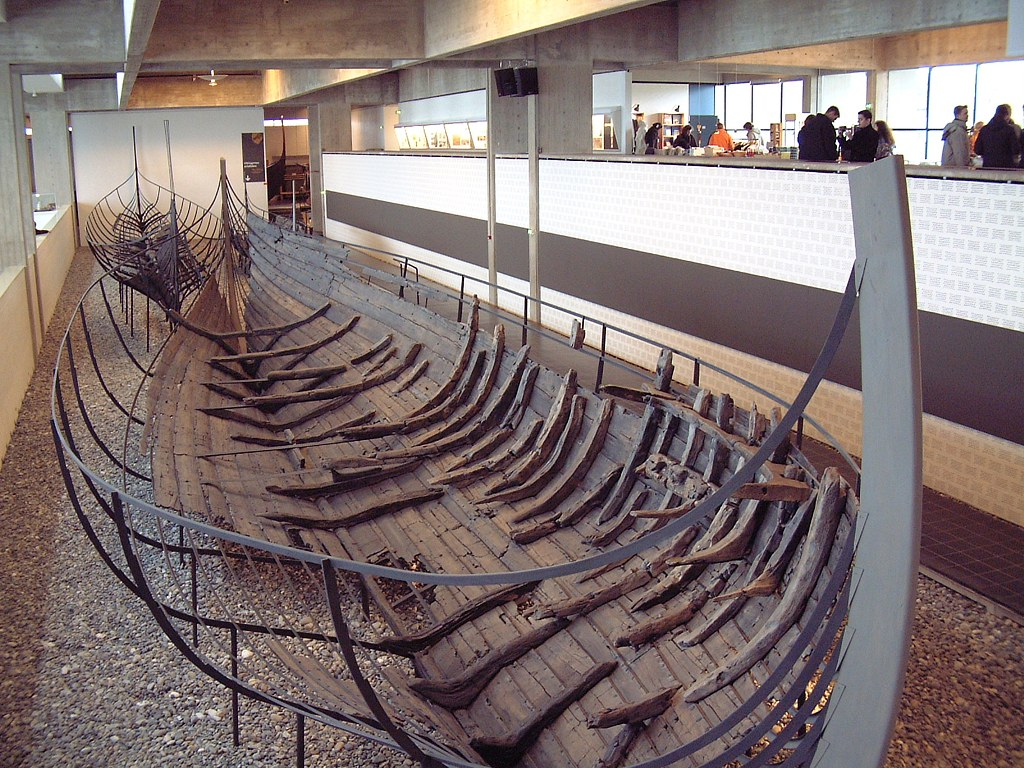
Рештки історичного кнора Скулелев-1 в Музеї кораблів вікінгів в Роскілое, Данія

Кнор (норв. knarr) — один з видів торгових кораблів вікінгів. Пропорції судна були менш видовженими, ніж у військових довгих кораблів і воно було більш придатне до далеких плавань у відкритих північних морях.

## Опис
Для спорудження кнорів використовувалися сосна та ясен, рідше дуб. У рух кнор приводився веслами або єдиним прямим вітрилом і управлявся кормовим весловим кермом. Корпус кнора типовий для суден скандинавської побудови: його відрізняють широкий розвал бортів, високо підняті прикрашені штевні, в палубі — квадратний виріз люка трюму.
Багато в чому кнори були схожі з довгими кораблями вікінгів, однак, на відміну від них, були не військовими, а швидше вантажними і торговими суднами, і використовувалися для перевезення більшої кількості припасів та спорядження, а також коней. Тому кнори були ширшими і мали більшу осадку, але при цьому розвивали меншу в порівнянні з довгими кораблями швидкість.
Завдяки тому, що кнори могли вмістити більше припасів, ніж військові довгі кораблі, їх використовували для далеких походів. Наприклад, Ерік Рудий, засуджений до вигнання за вбивство, вирушив у похід на кнорі і відкрив Гренландію.